# Normalizacja (statystyka)
Normalizacja – w statystyce to przekształcenie zestawu danych, najczęściej pomiarów, za pomocą określonej funkcji w celu ich wyrażenia względem przyjętego punktu odniesienia, co umożliwia ich porównywanie. Przykładowo: mnożąc wzrost wyrażony w calach przez 2,54, otrzymuje się wartość w centymetrach. Normalizacja jest konieczna, gdy różnice w jednostkach między zmiennymi uniemożliwiają poprawną analizę, oraz wskazana, gdy przekształcenie danych do bardziej czytelnych jednostek poprawia przejrzystość wyników.
Normalizacja to termin zbiorczy, który obejmuje różne techniki przekształcania danych w celu ich porównywalności. W praktyce statystycznej i w uczeniu maszynowym pojęcie to może odnosić się na przykład do:
- normalizacji min-max (0–1), polegającej na przeskalowaniu wartości do z góry określonego przedziału, zazwyczaj od 0 do 1[2];

- standaryzacji („z-score”), polegającej na przekształceniu danych tak, aby miały średnią równą 0 i odchylenie standardowe równe 1[3];
- normalizacji kwantylowej (rangowej), bazującej na zastąpieniu wartości odpowiadającymi im pozycjami w uporządkowanym zbiorze[4].